# Serena Stevens
Serena Stevens es una deportista australiana que compite en taekwondo. Ganó una medalla de oro en el Campeonato de Oceanía de Taekwondo de 2019 en la categoría de –46 kg.

## Palmarés internacional
| Campeonato de Oceanía | Campeonato de Oceanía | Campeonato de Oceanía | Campeonato de Oceanía |
| Año                   | Lugar                 | Medalla               | Categoría             |
| --------------------- | --------------------- | --------------------- | --------------------- |
| 2019                  | Apia (Samoa)          | Medalla de oro        | –46 kg                |